# 仙台高等専門学校
仙台高等専門学校（せんだいこうとうせんもんがっこう、英語: National Institute of Technology (KOSEN), Sendai College）は、宮城県仙台市青葉区愛子中央及び名取市愛島塩手にキャンパスを置く日本の国立高等専門学校である。現校長は橋爪秀利（第5代）。
2009年（平成21年）10月に宮城工業高等専門学校（宮城高専）と仙台電波工業高等専門学校（仙台電波高専）を高度化・再編し、新たに設置された。略称は「仙台高専」。
学生数、教職員数、予算規模など、あらゆる点において日本最大級の国立高専である。

## 設置学科
実践的で創造的なものづくりの発展に貢献できる人材を育成することを目的とし，2017年（平成29年）4月より1学科制に再編。1学科8コースからなる1学科制。

### 総合工学科（準学士課程）
- 主体性と協調性をもつ人間性豊かな人材
- 広い視野をもつ実践的で創造的な技術者
- 地域や国際社会に貢献できる技術者

#### 広瀬キャンパス
I類：情報・電子系
近い専門分野に特化した3コースを設け、コースにとらわれずに情報・電子系の多種多様な授業を選択できるカリキュラム。
- 情報システムコース
ソフトウェア技術を核として幅広い分野の人々と協力して社会の発展に貢献できる人材を育成する。
- 情報通信コース
情報通信技術で、高度化する情報基盤の将来を担うとともに情報社会の発展に貢献できる人材を育成する。
- 知能エレクトロニクスコース
エレクトロニクスを核として、知的なものづくりで社会の発展に貢献できる人材を育成する。

#### 名取キャンパス
II類：機械・電気・材料系
ものづくりの幅広い専門分野にまたがる3コースを設け、各コースの専門性を深化させるとともに、希望に応じて他分野の知識習得ができるカリキュラム。
- ロボティクスコース
ロボティクス技術を核として、ロボットの創造と応用により社会の発展に貢献できる人材を育成する。
- マテリアル環境コース
地球環境保護に配慮した様々な工業材料を開発し、社会の持続的発展に貢献できる人材を育成する。
- 機械・エネルギーコース
エネルギー技術を主体として、複合・融合的な技術の開発と応用により社会の発展に貢献できる人材を育成する。

III類：建築系
建築士の資格取得を重視し、1年生からの建築デザインの専門教育を充実させたカリキュラム。
- 建築デザインコース
建築デザインに関わる計画・設計・環境・構造などの技術を核として住まいから街づくり全般に貢献できる人材を養成する。

#### 広瀬・名取キャンパス
I・II・III類共通：応用科学コース（4年次より）
自然科学的方法論を核として、理学と工学との複眼的視点から社会に貢献できる科学技術者を育成する。

### 専攻科（学士課程）
高専5年間の準学士課程卒業後、さらに実践的応用力を高めたい学生のために設けられた2年間の教育課程。横断的な工学知識・技術を学習し複合領域への対応能力を身に付けることに加えて、社会の問題を国際的視野で考察できる人材を養成する。
- 情報電子システム工学専攻（広瀬キャンパス）
- 生産システムデザイン工学専攻（名取キャンパス）

## 沿革

### 仙台電波工業高等専門学校
- 1943年（昭和18年）
  - 1月22日 - 財団法人東北無線電信講習所設置
  - 4月1日 - 特科を設置
  - 11月1日 - 逓信省所管の官立無線電信講習所仙台支所となる
- 1945年（昭和20年）4月1日 - 官制改正により官立仙台無線電信講習所として独立
- 1949年（昭和24年）5月31日 - 国立仙台電波高等学校となる
- 1971年（昭和46年）4月1日 - 仙台電波工業高等専門学校となる。電波通信学科（2学級）を設置
- 1977年（昭和52年）4月1日 - 電波通信学科1学級を電子工学科に改組
- 1978年（昭和53年）4月1日 - 情報工学科を設置
- 1985年（昭和60年）4月1日 - 電子制御工学科を設置
- 1989年（平成元年）4月1日 - 電波通信学科を情報通信工学科に改称
- 1993年（平成5年）4月1日 - 専攻科を設置（電子システム工学専攻、情報システム工学専攻）
- 2003年（平成15年）4月15日 - JABEE認定 電子情報システム工学プログラム―電気・電子・情報通信及びその関連分野―設置（2010年（平成22年）3月に名称が「情報電子システム工学プログラム」に変更）
- 2004年（平成16年）4月1日 - 独立行政法人国立高等専門学校機構仙台電波工業高等専門学校となる

### 宮城工業高等専門学校
- 1963年（昭和38年）4月1日 - 宮城工業高等専門学校設置。機械工学科、電気工学科、建築学科を設置
- 1968年度（昭和43年度）- 金属工学科を設置
- 1986年度（昭和61年度）- 金属工学科を材料工学科に改組
- 1991年度（平成3年度）- 2専門履修コース設置
- 1993年度（平成5年度）- 情報デザイン学科を設置
- 1998年度（平成10年度）- 専攻科を設置（生産システム工学専攻、建築・情報デザイン学専攻）
- 2003年度（平成15年度）- JABEE認定 生産システムデザイン工学プログラム―工学（融合複合・新領域）分野―を設置
- 2004年度（平成16年度）- 独立行政法人国立高等専門学校機構宮城工業高等専門学校となる

### 仙台高等専門学校
- 2009年（平成21年）10月1日 - 宮城工業高等専門学校と仙台電波工業高等専門学校を高度化再編し、仙台高等専門学校を設置
  - 学科
    - 機械システム工学科
    - 電気システム工学科
    - マテリアル環境工学科
    - 建築デザイン学科
    - 知能エレクトロニクス工学科
    - 情報システム工学科
    - 情報ネットワーク工学科

  - 専攻科
    - 生産システムデザイン工学専攻
    - 情報電子システム工学専攻

  - 地域人材開発本部
    - 地域イノベーションセンター
    - CO-OP教育センター
    - ICT先端開発センター
- 2015年（平成27年）5月1日 - 地域人材開発本部を廃止し、研究推進センターを設置
- 2017年（平成29年）4月1日 - 学科改組し、一学科とし、学科の下に以下を設置
  - 学科
    - 総合工学科
      - I類
        - 情報システムコース
        - 情報通信コース
        - 知能エレクトロニクスコース

      - II類
        - ロボティクスコース
        - マテリアル環境コース
        - 機械・エネルギーコース

      - III類
        - 建築デザインコース

      - I・II・III類共通
        - 応用科学コース

  - 研究推進センターを廃止、教育改革推進センター、研究戦略企画センターを設置

## 学校行事
新入生合宿研修
名取キャンパスII類、III類の1年生を対象とした合宿研修。将来の目標に向けて自発的に勉強していくこと、課外活動に積極的に参加すること、高専生活で大切なことを学び、仙台高専を知る良い機会である。
スポーツ大会
春と秋の年2回開催。学生会行事委員会が中心となり、学生・教職員の親睦を深めること、体力向上を目的とし、毎年開催している。広瀬・名取キャンパスごとに開催し、本科1年生から5年生、専攻科生、教職員が参加する。
校外研修
働く実際の現場を知ることを目的として、毎年開催している。
オープンキャンパス
受験を控える中学生や保護者、地域の方々に各種取組を知ってもらう機会として開催。全体説明会のほか、施設・研究室見学、キャンパスツアー、模擬授業、模擬実験、進路相談コーナー、学生寮の見学など、当日は様々なプログラムが開催される。
高専祭
広瀬・名取両キャンパスにおいて開催。キャンパスごと、学生の主体性を重んじ、別々のテーマで行われる。各キャンパスともに、ステージ企画、学生の作品、教員の研究の展示、各種出店など、多彩な企画がある。

## 部活動
名取キャンパスのラグビー部は全国高等専門学校ラグビーフットボール大会で最多の15回の優勝、第44回大会から第47回大会まで4連覇している。
名取キャンパスの硬式野球部は全国高等専門学校体育大会硬式野球競技で5回優勝している。

## 寮
- 松韻寮（広瀬キャンパス） - 北寮、南寮、東寮
- 萩花寮（名取キャンパス） - 東寮、西寮、南寮、北寮、旧女子寮

## 出身者
- かっつー - YouTuber
- 丸山健二 - 小説家、芥川賞受賞
- ロブサンニャム・ガントゥムル - モンゴル第一副首相
- 石塚忠 - 日揮ホールディングス代表取締役社長
- Kazuya Ohyanagi - CGデザイナー

## エリア放送
2014年1月22日よりホワイトスペースを利用するエリア放送を、「仙台高専広瀬エリア放送」の名称でフルセグおよびワンセグ放送として実施している。ベリカードの配布も行っている。
広瀬キャンパスに地上一般放送局1局が設置されている。
| 免許人                            | 局名                   | 呼出符号     | 物理ch | 周波数        | 空中線電力 | ERP  |
| --------------------------------- | ---------------------- | ------------ | ------ | ------------- | ---------- | ---- |
| 独立行政法人 国立高等専門学校機構 | 仙台高専広瀬エリア放送 | JOXZ2CM-AREA | 33ch   | 593.142857MHz | 50mW       | 32mW |

放送が視聴できる業務区域は半径1km程度を想定している。

## 対外関係
- 放送大学学園と単位互換協定を結んでおり、放送大学で取得した単位を卒業に要する単位として認定することができる[10]。